# Mitsubishi Motors Corporation
Mitsubishi Motors Corporation (яп. 三菱自動車工業株式会社 Mitsubishi Jidōsha Kōgyō Kabushiki Kaisha, МФА: [/mitsɯˈbiɕi/, /mɪtsʊˈbiːʃi/]) (MMC) (Міцубіші Моторс Корпорейшн) — транснаціональна автомобілебудівна компанія, входить у групу Mitsubishi — найбільшої виробничої групи Японії. Штаб-квартира — в Токіо (р-н Мінато). У 1970 році Mitsubishi Motors була сформована з підрозділу Mitsubishi Heavy Industries.
Mitsubishi FUSO Truck & Bus Corporation — окремий підрозділ Mitsubishi Motors Corporation, який виробляє вантажівки та автобуси. Основним власником підрозділу є Daimler AG, якому належить 89,29 % Mitsubishi FUSO. Компанія з виробництва вантажівок, автобусів та важкого будівельного обладнання Mitsubishi Fuso Truck and Bus Corporation майже повністю передана від Mitsubishi Motors Daimler AG.

## Історія
Історія автомобілебудування Mitsubishi сходить до 1917 року, коли суднобудівною компанією Ятаро Івасакі Mitsubishi Shipbuilding було створено Mitsubishi Model A, перший японський серійний автомобіль. Його випуск припинили в 1921 році через низький попит і неконкурентоспроможність з дешевшими автомобілями з Америки та Європи (було зібрано всього 22 штуки). У 1918 році була створена перша вантажівка , експериментальна Model T1. У середині 1920-х років Mitsubishi розпочала виробництво вантажних автомобілів та автобусів (з 1932 року) під маркою Fuso.
1934 року компанія Mitsubishi Shipbuilding була об'єднана з авіабудівною компанією Mitsubishi Aircraft. Об'єднана компанія Mitsubishi Heavy Industries стала найбільшою приватною компанією в Японії, яка займалася виробництвом літаків, кораблів, залізничних вагонів та машин. У 1930-х роках концерн впровадив у автомобілебудуванні низку нових розробок, більшість з яких були використані в Японії вперше — прототип повнопривідного пасажирського автомобіля PX33, дизельні автобуси BD46 та BD43, форкамерний дизель SHT6 та вантажівка з дизельним двигуном TD45.
У 1946 році холдинг Mitsubishi був поділений на 44 незалежні компанії. У перші повоєнні роки концерн займався виробництвом моторолерів, автобусів, вантажівок та пікапів, багато з вантажних моделей були триколісними.
У 1950-х роках Mitsubishi повернулася до виробництва повноцінних легкових автомобілів, незабаром було налагоджено їх експорт до Європи. У 1960-х роках з'являються моделі, які згодом стали родоначальниками популярних сімейств - Colt та Galant. Далі до них додалися такі моделі як Lancer, Pajero, Delica. До 1992 на машини даного виробника припадало 10% від усіх автомобілів, що перебувають у населення Японії (3 місце після Toyota та Nissan).
Mitsubishi Motors Corporation (MMC) була створена у квітні 1970 року як дочірня компанія Mitsubishi Heavy Industries з її підрозділу з виробництва автомобілів. У 1971 році 15% акцій купила американська компанія Chrysler Corporation і почала продаж автомобілів Mitsubishi у США; виробництво автомобілів Mitsubishi Motors почало швидко зростати, з 260 тис. 1971 року до 500 тис. 1973 року, а до кінця десятиліття — близько мільйона. У 1980 році було відкрито філію в Австралії. У 1983 році було створено партнерство з південнокорейською компанією Hyundai Motor.
У 1985 році у США було створено спільне підприємство з Chrysler Corporation, назване Diamond-Star Motors Corporation, у 1991 році частка партнера була викуплена і підприємство було перейменовано на Mitsubishi Motor Manufacturing of America; завод з виробництва автомобілів був побудований в штаті Іллінойс , власна виробнича база в США дозволила Mitsubishi оминати обмеження на імпорт автомобілів. У грудні 1988 року акції MMC були розміщені на фондових біржах Токіо, Осакі та Нагої. До 1989 року продажі досягли 1,5 млн автомобілів на рік. На внутрішньому ринку на початку 1990-х років компанія почала просувати моделі позашляховиків (Pajero Mini, Delica Space Gear), що інші компанії вважали безперспективним з урахуванням перевантажених доріг міст Японії, проте ці моделі мали великий попит і дозволили MMC збільшити свою частку на авторинку країни до 11,6%. На інших азіатських ринках компанія працювала через альянси з місцевими автовиробниками та мала сильні позиції в Малайзії, Таїланді, Республіці Корея та на Тайвані. У 1995 році була куплена Toyo Koki Co. Ltd  .
Mitsubishi Motors сильно постраждала від Азіатської фінансової кризи 1997 року , становище компанії ще більше погіршив скандал, пов'язаний з приховуванням від Міністерства транспорту Японії скарг клієнтів на дефекти в автомобілях (виявилося, що така практика існувала в компанії з 1977 року). У березні 2000 року було створено партнерство з DaimlerChrysler, яка придбала у MMC 33,4% акцій. У 2003 році підрозділ вантажівок та автобусів був відокремлений в компанію Mitsubishi Fuso Truck and Bus Corporation; спочатку вона була спільним підприємством з DaimlerChrysler, але в 2005 році MMC продала свою частку партнеру. 
У квітні 2010 року спільно з PSA Peugeot Citroen було відкрито завод у Росії. У 2015 році було відкрито філію в Індонезії.
12 травня 2016 року 34% акцій Mitsubishi Motors Corporation придбав інший виробник з Японії - Nissan.
До 2023 року Renault Group почала постачати автомобілі Mitsubishi до Європи, перейменувавши Renault Clio та Renault Captur на Colt та ASX. 
У липні 2024 року Mitsubishi Motors і Nissan оголосили про партнерство з Honda для спільної розробки нових моделей електромобілів.

## Моделі
Докладніше: Список автомобілів Mitsubishi Motors

## Виробники

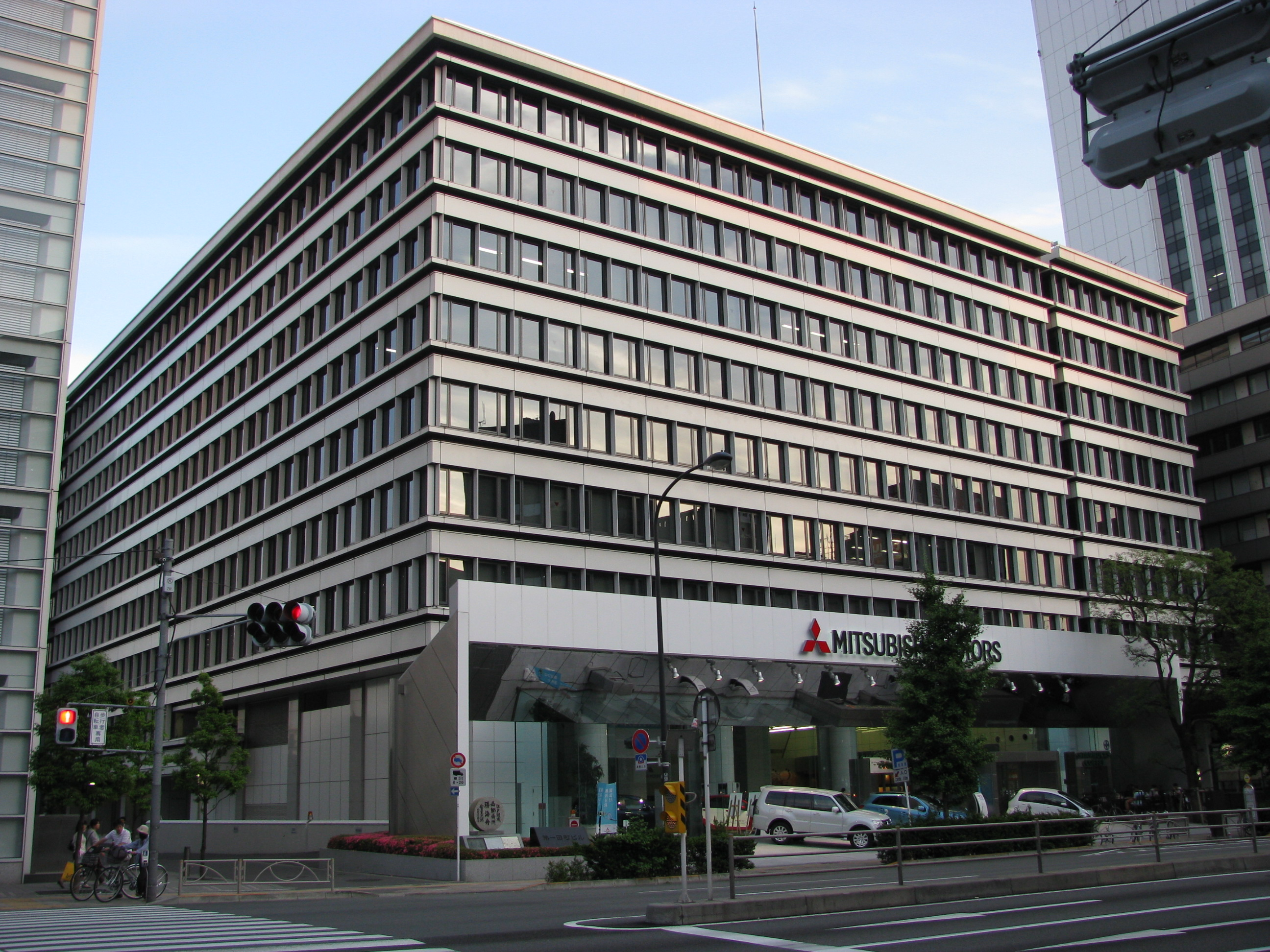
Штаб-квартира корпорації в Мінато, район Шиба

### В Японії
- Японія Mitsubishi Motors Corporation. Штаб-квартира розташована в м. Токіо, район Мінато. Основні виробничі потужності у:
  - м. Окадзакі, префектура Айчі;
  - м. Курашікі, префектура Окаяма;
  - м. Сакахоґі, префектура Ґіфу;
  - м. Кіото (район Укьо);
  - м. Кока, префектура Шіґа
- Японія Mitsubishi FUSO Truck & Bus Corporation. Штаб-квартира розташована в м. Кавасакі, район Накахара. Основні виробничі потужності у:
  - м. Кавасакі, район Накахара;
  - м. Айкава, префектура Канаґава

### За межам Японії
- США Mitsubishi Motors North America Inc. Штаб-квартира та основні виробничі потужності розташовані в м. Нормал, штат Іллінойс (заплановано закрити завод у листопаді-грудні 2015)
- Австралія Mitsubishi Motors Australia Ltd. Штаб-квартира та основні виробничі потужності розташовані в м. Аделаїда (р-н Клоувеллі парк)
- Нова Зеландія Mitsubishi Motors New Zealand Ltd. Штаб-квартира та основні виробничі потужності розташовані в м. Поріруа, регіон Веллінгтон
- Бразилія Mmc Automotores Do Brasil S/A. Штаб-квартира та основні виробничі потужності розташовані в м. Каталан, штат Гояс
- ПАР Samcor (Pretoria) (Pty) Ltd. Штаб-квартира розташована в м. Преторія. Основні виробничі потужності у районі Сільвертон міста Преторія
- Алжир Falcon Motors. Штаб-квартира та основні виробничі потужності розташовані в промисловій зоні Аль Регейа, Вілаєт Алжир
- КНР South East (Fu Jian) Motor Corporation Ltd. Штаб-квартира розташована в м. Фучжоу, провінція Фуцзянь. Основні виробничі потужності у м. Цінкао, провінція Фуцзянь
- КНР Hafei Motor Co Ltd. Штаб-квартира та основні виробничі потужності розташовані в м. Харбін, пров. Хейлунцзян
- КНР Hunan Changfeng Manufacture Joint-Stock. Штаб-квартира та основні виробничі потужності розташовані в м. Чанша, пров. Хунань
- КНР Shenyang Aircraft Corporation. Штаб-квартира та основні виробничі потужності розташовані в м. Шеньян, пров. Ляонін
- Індонезія PT Krama Yudha. Штаб-квартира та основні виробничі потужності розташовані в м. Джакарта
- Таїланд Mitsubishi Motors (Thailand) Co Ltd. Штаб-квартира та основні виробничі потужності розташовані в м. Кхлонґ Луанґ, провінція Патхумтхані
- Туреччина TEMSA. Штаб-квартира та основні виробничі потужності розташовані в м. Адана
- Філіппіни Mitsubishi Motors Philippines Corp. Штаб-квартира та основні виробничі потужності розташовані в м. Каінта, провінція Рісаль
- Малайзія Cycle & Carriage Bintang Berhad (закрито в 2002). Штаб-квартира та основні виробничі потужності розташовувались в м. Петалінг-Джайя, пров. Селангор
- Бангладеш Pragoti Industries Ltd. Штаб-квартира розташована у м. Читтаґонґ, округ Читтаґонґ
- Португалія Mitsubishi Motors de Portugal SA Paulo. Штаб-квартира та основні виробничі потужності розташовані в м. Віла-Франка-де-Шіра, округ Лісабон
- Португалія Mitsubishi Trucks Europe — Sociedad De. Штаб-квартира та основні виробничі потужності розташовані в м. Абрантіш (р-н Трамагал), округ Сантарен
- Нідерланди Mitsubishi Motors Corporation (NedCar). Штаб-квартира та основні виробничі потужності розташовані в м. Борн, провінція Лімбург